# Persoonia (roślina)

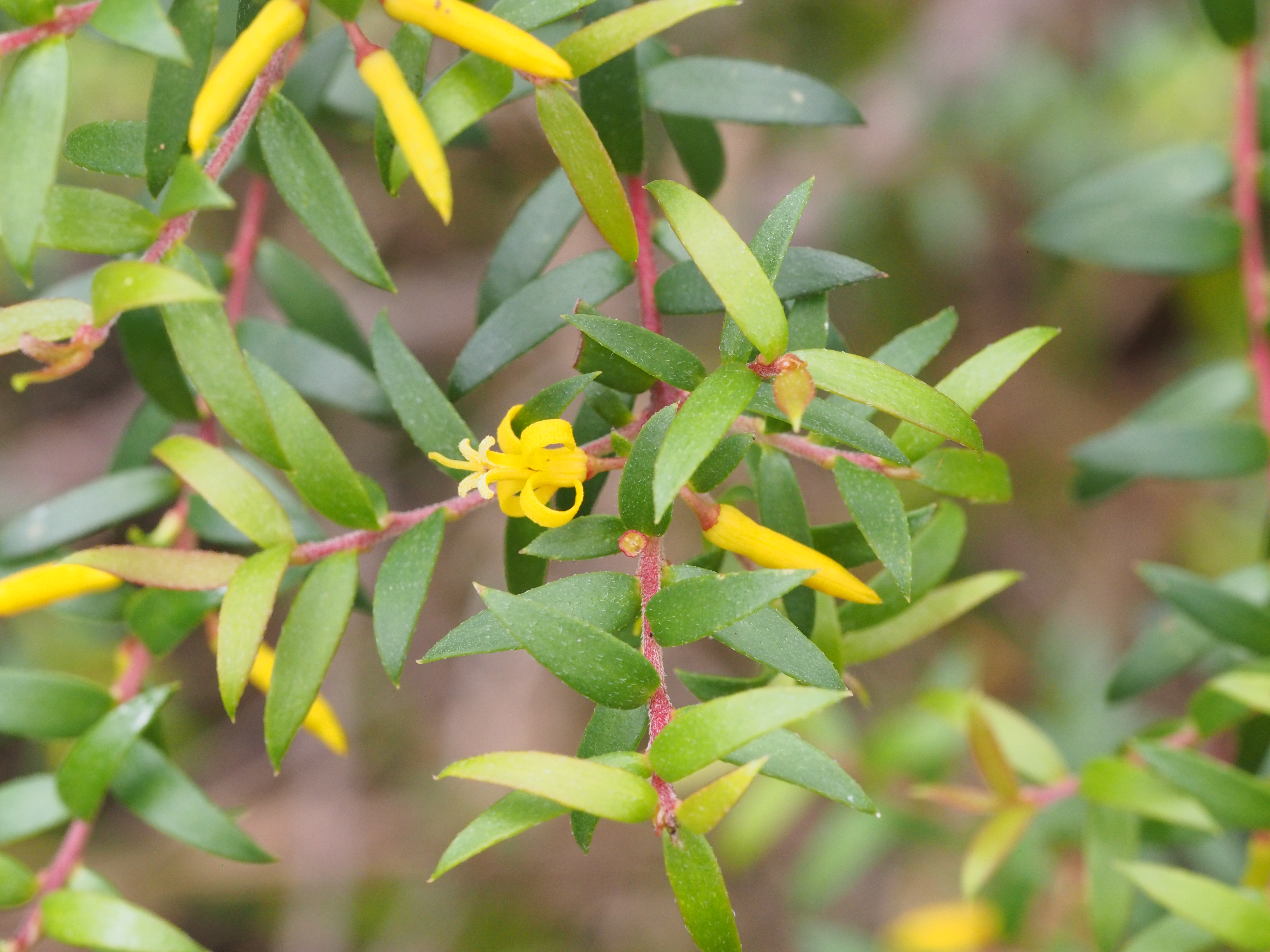
Persoonia acuminata

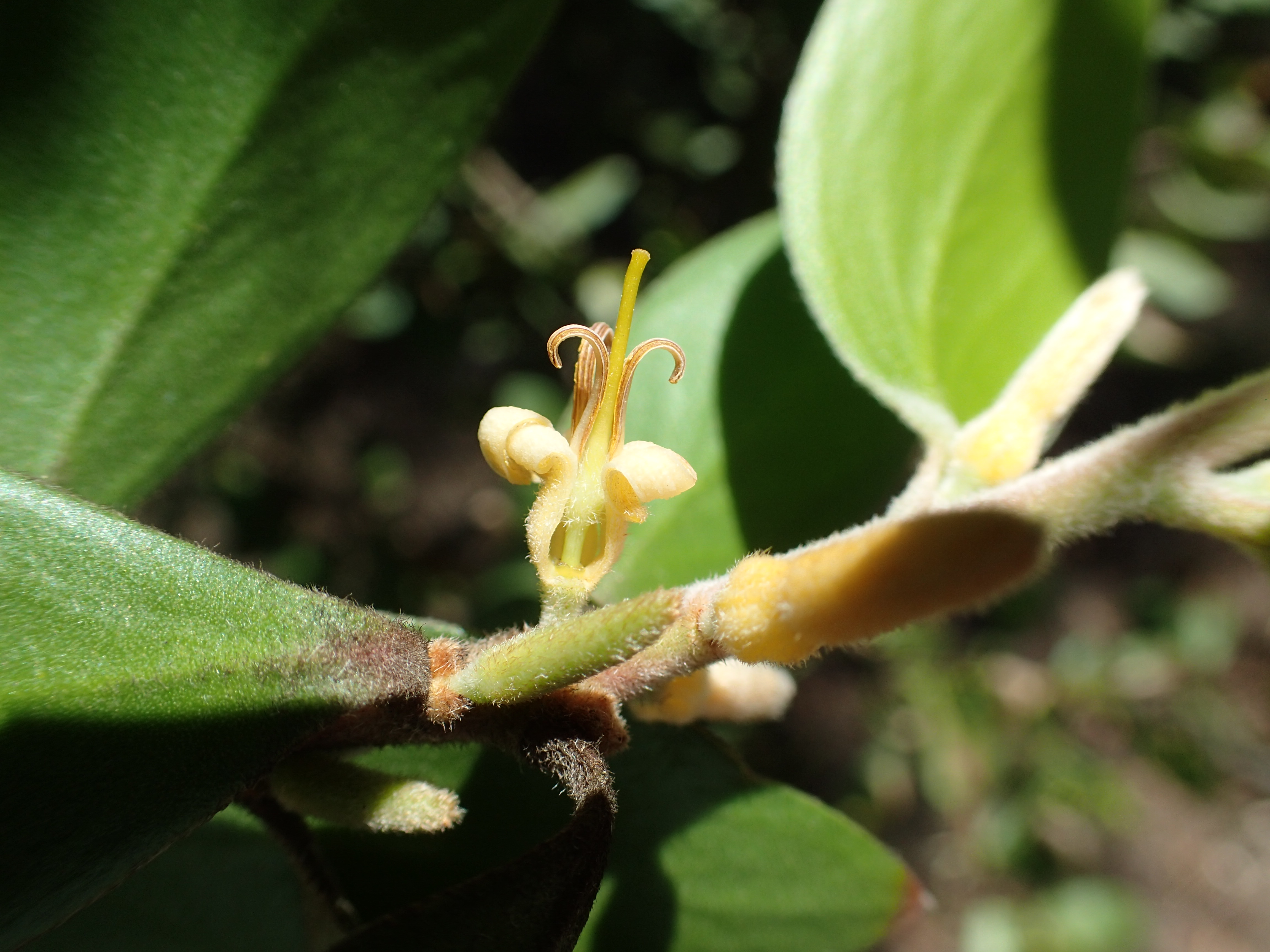
Persoonia cornifolia

Persoonia Sm. – rodzaj roślin z rodziny srebrnikowatych (Proteaceae). Obejmuje 100 gatunków występujących w Australii.

## Etymologia
Nazwa gatunku została nadana na cześć botanika Christiana Hendrika Persoona (1755–1837). Urodził się on w Kolonii Przylądkowej, pracował w Paryżu, był specjalistą od grzybów.

## Morfologia

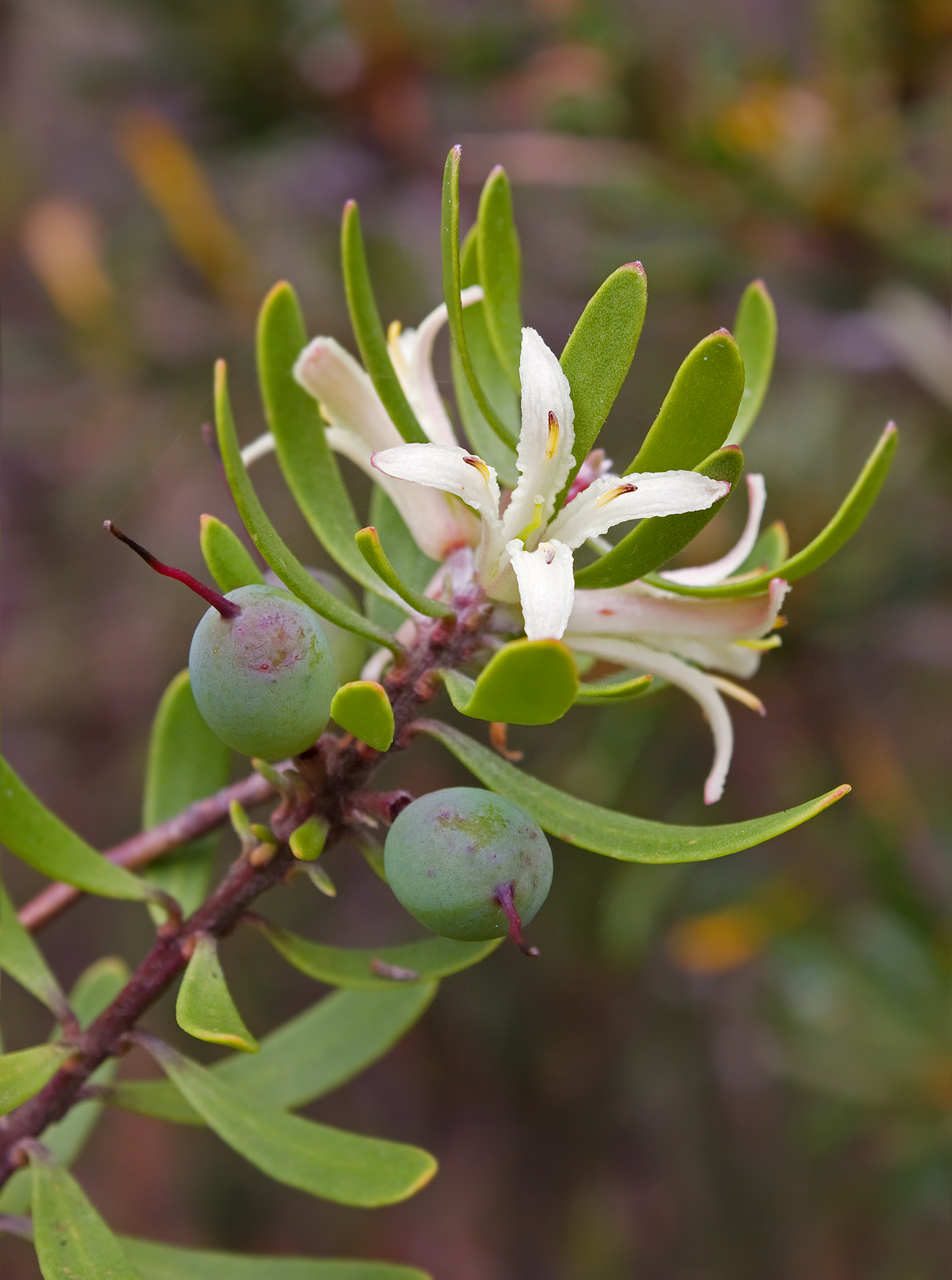
Persoonia gunnii

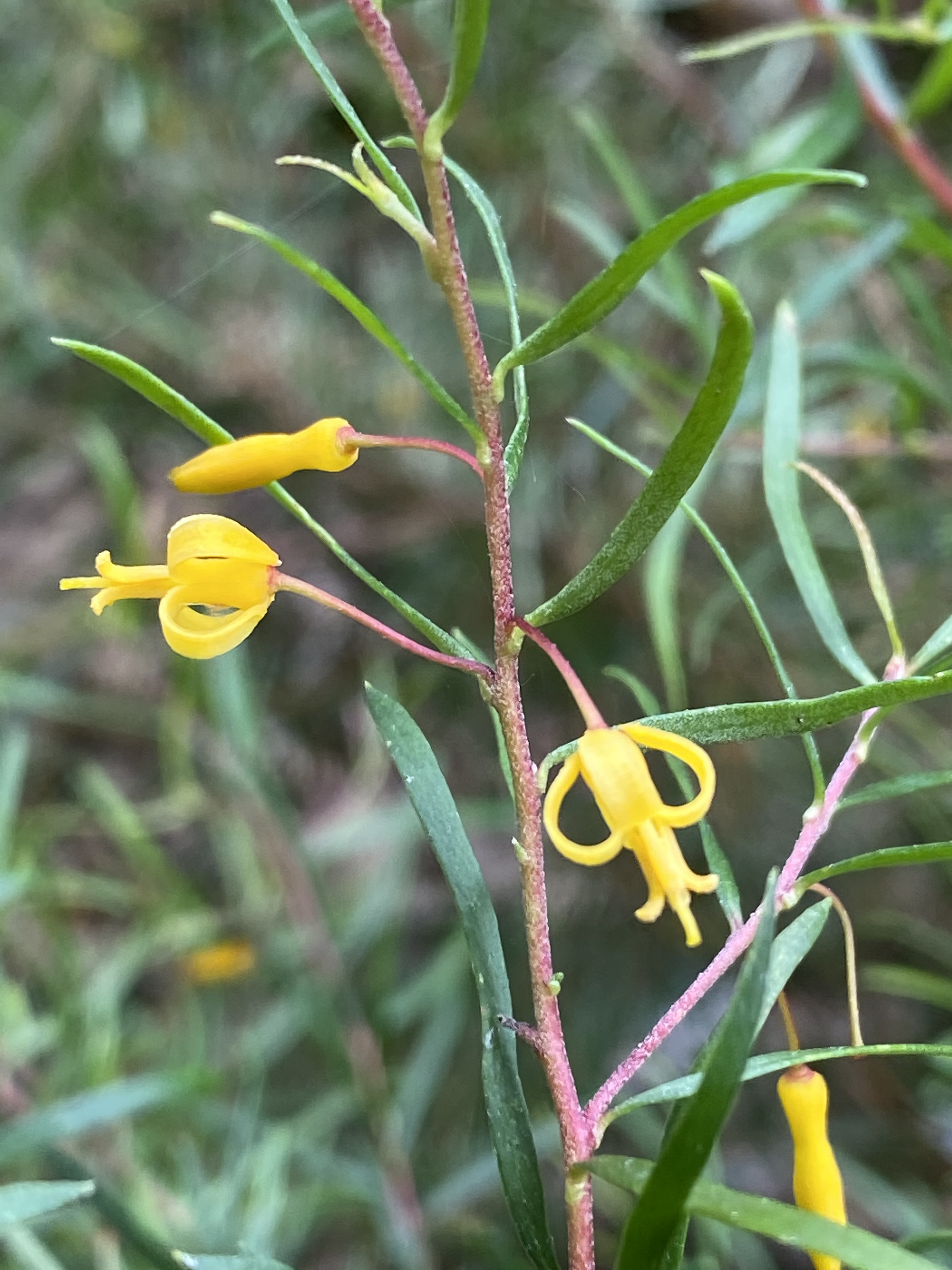
Persoonia nutans

PokrójWiecznie zielone małe drzewo lub krzew. Kora jest gładka lub łuszcząca się. Największe osiągają do 25 m wysokości.
LiścieMałe lub średniej wielkości. Osadzone na krótkim ogonku liściowym (czasem jest jego brak). Całobrzegie, bez przylistków.
KwiatyPojedyncze lub zebrane w gronach (zawierające nawet do 70 kwiatów). Nie posiadają hypancjum. Mają 4 działki kielicha.
OwoceMięsiste, spadają z rośliny przed następnym sezonem wegetacyjnym.

## Biologia i ekologia
Roślina dwupienna, owadopylna. Jest mezofityczna (przystosowana do klimatu umiarkowanie wilgotnego) lub kserofityczna. 

## Systematyka
Pozycja i podział rodziny według Angiosperm Phylogeny Website (aktualizowany system APG IV z 2016)
Rodzaj z rodziny srebrnikowatych stanowiącej grupę siostrzaną dla platanowatych, wraz z którymi wchodzą w skład rzędu srebrnikowców, stanowiącego jedną ze starszych linii rozwojowych dwuliściennych właściwych. W obrębie rodziny rodzaj stanowi klad bazalny w plemieniu Persoonieae Rchb., 1828. Plemię to klasyfikowane jest do podrodziny Persoonioideae L.A.S. Johnson & B.G. Briggs, 1975.
Wykaz gatunków
- Persoonia acerosa Sieber
- Persoonia acicularis F.Muell.
- Persoonia acuminata L.A.S.Johnson & P.H.Weston
- Persoonia adenantha Domin
- Persoonia amaliae Domin
- Persoonia × angulata R.Br.
- Persoonia angustiflora Benth.
- Persoonia arborea F.Muell.
- Persoonia asperula L.A.S.Johnson & P.H.Weston
- Persoonia × attenuata R.Br.
- Persoonia baeckeoides P.H.Weston
- Persoonia bargoensis P.H.Weston & L.A.S.Johnson
- Persoonia biglandulosa P.H.Weston
- Persoonia bowgada P.H.Weston
- Persoonia brachystylis F.Muell.
- Persoonia brevifolia (Benth.) L.A.S.Johnson & P.H.Weston
- Persoonia brevirhachis P.H.Weston
- Persoonia chamaepeuce Lhotsky ex Meisn.
- Persoonia chamaepitys A.Cunn.
- Persoonia chapmaniana P.H.Weston
- Persoonia comata Meisn.
- Persoonia confertiflora Benth.
- Persoonia conjuncta P.H.Weston & L.A.S.Johnson
- Persoonia cordifolia P.H.Weston
- Persoonia coriacea Audas & P.Morris
- Persoonia cornifolia A.Cunn. ex R.Br.
- Persoonia curvifolia R.Br.
- Persoonia cuspidifera L.A.S.Johnson & P.H.Weston
- Persoonia cymbifolia P.H.Weston
- Persoonia daphnoides A.Cunn. ex R.Br.
- Persoonia dillwynioides Meisn.
- Persoonia elliptica R.Br.
- Persoonia falcata R.Br.
- Persoonia fastigiata R.Br.
- Persoonia filiformis P.H.Weston
- Persoonia flexifolia R.Br.
- Persoonia glaucescens Sieber ex Spreng.
- Persoonia graminea R.Br.
- Persoonia gunnii Hook.f.
- Persoonia hakeiformis Meisn.
- Persoonia helix P.H.Weston
- Persoonia hexagona P.H.Weston
- Persoonia hindii P.H.Weston & L.A.S.Johnson
- Persoonia hirsuta Pers.
- Persoonia inconspicua P.H.Weston
- Persoonia iogyna P.H.Weston & L.A.S.Johnson
- Persoonia isophylla L.A.S.Johnson & P.H.Weston
- Persoonia juniperina Labill.
- Persoonia kararae P.H.Weston
- Persoonia katerae P.H.Weston & L.A.S.Johnson
- Persoonia lanceolata Andrews
- Persoonia laurina Pers.
- Persoonia laxa L.A.S.Johnson & P.H.Weston
- Persoonia leucopogon S.Moore
- Persoonia levis (Cav.) Domin
- Persoonia linearis Andrews
- Persoonia longifolia R.Br.
- Persoonia × lucida R.Br.
- Persoonia manotricha A.S.Markey & R.Butcher
- Persoonia marginata A.Cunn. ex R.Br.
- Persoonia media R.Br.
- Persoonia micranthera P.H.Weston
- Persoonia microphylla R.Br.
- Persoonia mollis R.Br.
- Persoonia moscalii Orchard
- Persoonia muelleri (P.Parm.) Orchard
- Persoonia myrtilloides Sieber
- Persoonia nutans R.Br.
- Persoonia oblongata A.Cunn. ex R.Br.
- Persoonia oleoides L.A.S.Johnson & P.H.Weston
- Persoonia oxycoccoides Sieber ex Spreng.
- Persoonia papillosa P.H.Weston
- Persoonia pauciflora P.H.Weston
- Persoonia pentasticha P.H.Weston
- Persoonia pertinax P.H.Weston
- Persoonia pinifolia R.Br.
- Persoonia procumbens L.A.S.Johnson & P.H.Weston
- Persoonia prostrata R.Br.
- Persoonia pungens W.Fitzg.
- Persoonia quinquenervis Hook.
- Persoonia recedens Gand.
- Persoonia rigida R.Br.
- Persoonia rudis Meisn.
- Persoonia rufa L.A.S.Johnson & P.H.Weston
- Persoonia rufiflora Meisn.
- Persoonia saccata R.Br.
- Persoonia saundersiana Kippist ex Meisn.
- Persoonia scabra R.Br.
- Persoonia sericea A.Cunn. ex R.Br.
- Persoonia silvatica L.A.S.Johnson
- Persoonia spathulata R.Br.
- Persoonia stradbrokensis Domin
- Persoonia striata R.Br.
- Persoonia stricta C.A.Gardner ex P.H.Weston
- Persoonia subtilis P.H.Weston & L.A.S.Johnson
- Persoonia subvelutina L.A.S.Johnson
- Persoonia sulcata Meisn.
- Persoonia tenuifolia R.Br.
- Persoonia terminalis L.A.S.Johnson & P.H.Weston
- Persoonia trinervis Meisn.
- Persoonia tropica P.H.Weston & L.A.S.Johnson
- Persoonia virgata R.Br.
- Persoonia volcanica P.H.Weston & L.A.S.Johnson